# 朱良才
朱良才（1900年9月27日—1989年2月22日），原名朱姓明，字少时，号振声，湖南汝城人，中国人民解放军开國上將。
朱良才参加過湘南起义，曾任红四军连党代表、红一方面军第三军九师政治委员，红十五军政治委员，红军总卫生部政治委员，红三十一军政治部主任，红三十军政治部副主任兼组织部部长。参与长征。抗日战争时期，任晋察冀军区第三军分区政治委员兼政治部主任，晋察冀军区政治部副主任。第二次国共内战时期，任晋察冀军区政治部主任、华北军政大学副政治委员兼政治部主任。中华人民共和国成立后，任华北军政大学政治委员，华北军区副政治委员兼政治部主任，北京军区政治委员等职。

## 生平

### 早期革命生涯
生于湖南省汝城县外沙村一个富裕农民家庭。自幼读私塾，14岁考入县立高等小学。高小毕业后考入衡阳诚德中学，开始接受新思想。诚德中学毕业后回乡创办新式学堂。1925年起，朱良才积极参加革命活动，参加乡农民协会，被推选为农民协会组织委员。1926年，加入中國國民黨。1927年中国国民党清党后被捕，被营救出狱后，参与组织秘密农会。10月加入中国共产党。
1928年1月，朱良才参加湘南起义，后跟随朱德、陈毅到达井冈山。此后，任红四军军部秘书、第31团1营1连党代表、中共永兴县区党委书记，红四军第三十一团一营营部书记、连政治委员，参加黄洋界战斗。1929年，朱良才率部随毛、朱进军赣南、闽西，建立中央革命根据地，任第三纵队七支队政治委员，参加古田会议。次年，朱良才被任命为红一方面军第九师政委，参与第一、二次反围剿战役，并在战争中右臂负伤。1932年初，朱良才任红五军团第十五军政治委员，参加赣州战役、漳州战役和水口战役。
1934年，朱良才任红三十四师政治部主任，跟随中央红军参加長征。长征途中，朱良才改任红军总卫生部政治委员兼野战医院政治委员，1935年红一、红四方面军会合后，调任红四方面军工作，任红三十一军政治部主任。后因不肯执行张国焘反对毛泽东的路线而遭打压，改任金川军区司令员、红四方面军教导团团长兼政治委员。1936年随西路军西征，任红三十军政治部副主任兼组织部部长。西路军失败后，朱良才孤身一人沿途乞讨36天回到陕北。之后被任命为援西军政治部组织部长。

### 抗日战争与第二次国共内战期间
抗日战争爆发后，任八路军驻兰州办事处秘书长，负责营救西路军失散人员。1938年春，朱良才到中共中央党校学习，此后调至晋察冀军区，任第三军分区政治委员兼政治部主任，与陈漫远组织三分区军民反击日军扫荡。1939年秋，朱良才调任晋察冀军区政治部副主任，参与组织政治工作，并宣传「狼牙山五壮士」、「民兵英雄李勇」、“子弟兵的母亲戎冠秀”等典型。
抗日战争结束后，朱良才任晋察冀军区政治部主任。1946年1月，担任晋察冀军区军政干部学校副校长兼副政委。1948年5月，任华北军政大学副政委兼政治部主任，负责培养中共军政干部。1949年8月，朱良才调任华北军区政治部主任，兼华北军政大学政委。

### 中华人民共和国成立后
1954年2月，朱良才升任华北军区副政委兼政治部主任。1955年4月，华北军区改称北京军区，朱良才任北京军区政治委员。同年9月被授予上将军衔，获一级八一勋章、一级独立自由勋章、一级解放勋章。1958年，朱良才因健康原因主动离开领导岗位。1962年朱良才曾被选为中共中央监察委员会委员。
曾任第一屆中國人民政治協商會議代表、第1至5屆全國人民代表大會代表、第2至5屆全國人民代表大會常務委員會委員。1988年获一级红星功勋荣誉章。其作品《朱德的扁担》被收进中国大陆小学课本。1989年2月22日在北京病逝，終年89歲。